# قلعة داجلي

## قلعة داجلي

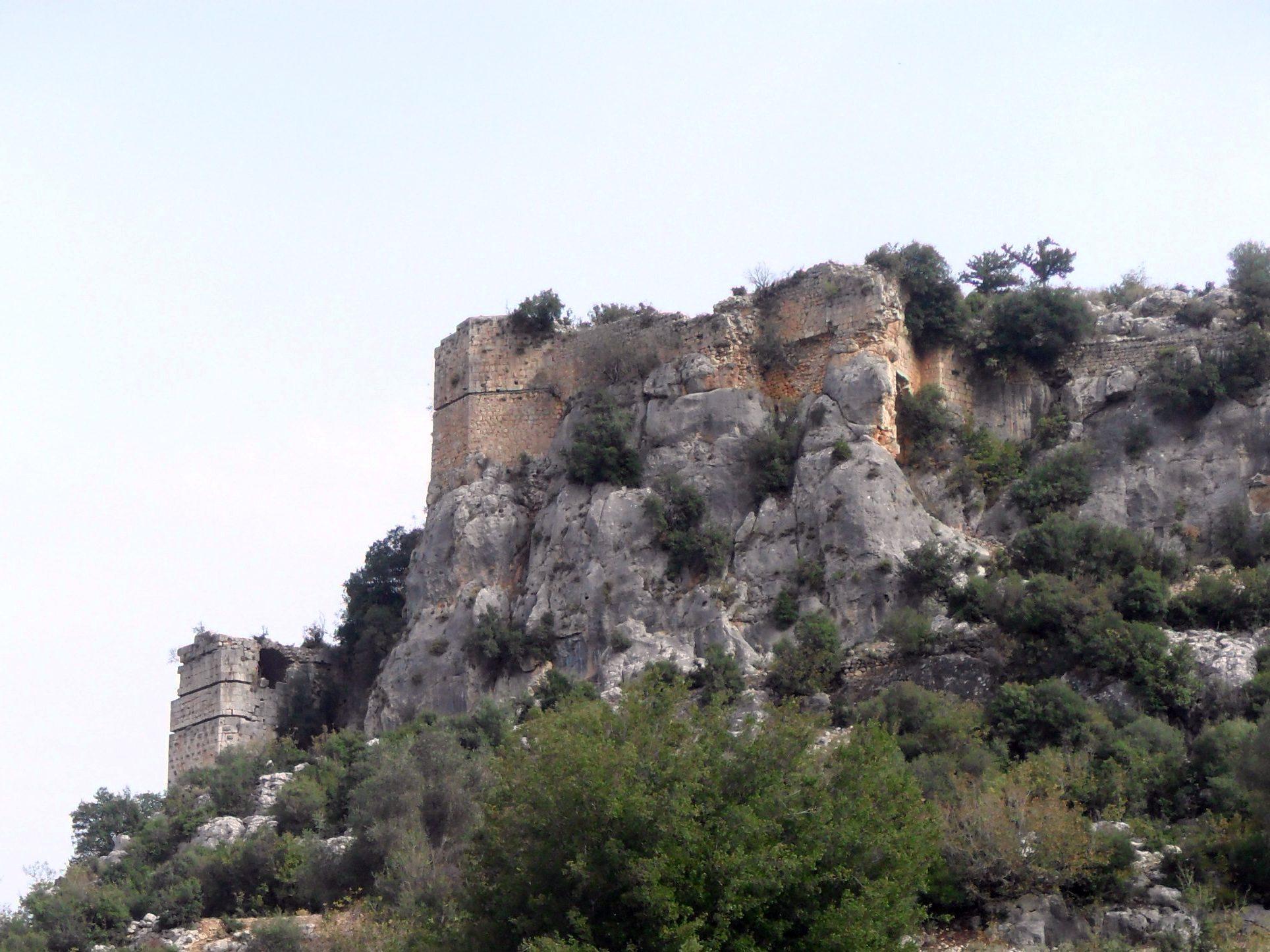
القلعة

الموقع على خارطة تركيا

الإحداثيات=36°42′N34°15′E / 36.7°N34.25°E
النوع=قلعة
مفتوحة للجمهور=نعم
الحالة=الغرف الاساسية لاتزال قائمة
بناها=الامبراطورية الرومانية
الحالة=اغلبها مدمرة
من ويكيبيديا، الموسوعة الحرة.
قلعة داجلي (بالتركية Dağlı Kalesi) هي قلعة مدمرة في مرسين، تركيا.

## جغرافيا
تقع القلعة حول داجلي هي قرية في منطقة ايرديملي (الإحداثيات36° 42′ 0″ N, 34° 15′ 0″ E). تبلغ المسافة بين ايرديملي والقرية 17كم (11 ميل) وبين القلعة ومرسين هي52 كم (32 ميل) وليس هناك طريق للسيارة من القرية الي القلعة. على الرغم من ان جزء صغير من طريق القلعة القديم مازال موجوداً، لكن القلعة لا يمكن الوصول اليها إلا من خلال المشي وتسلق جزئي إلى القرية. الارتفاع القرية يصل إلى 510 متر (1,670 قدم), وارتفاع القلعة يصل إلى أكثر من 900 متر (3,000 قدم) ومجموع مسار المشي حوالي 2 كيلومتر
(1,2 ميل).

## التاريخ
وقد بُنيت القلعة في عهد الامبراطورية الرومانية. ولكن كانت تستخدم في عهد الامبراطورية البيزنطية ومملكة ارمينيا الصغرى. وربما أنها كانت تسيطر على طرق القوافل القديمة في القرون الوسطى.

## القلعة
تطل القلعة على تلة تشرف على وادي «كاراكاز». معظم المباني وكذلك الجدران في حالة خراب ولكن غرفة كبيرة معروفة باسم غرفة الملكة مازالت باقية. وهناك أيضاً اثنتين من المقصورات الصغيرة والتي يعتقد ان تكون دورة مياه وبعض الدوائر المظلمة التي قد تكون زنزانات أو ملاجئ وبجانب البوابة الرئيسية هناك صخرة منقوشة تظهر جنديين وامرأة حامل وهناك أيضاً نقش ممحو إلى حدٍ كبير ويعتقد ان يكون باللغة الارمنية. حتى الآن فقط بضع كلمات يمكن فك شفرتها ووفقا ً للبرفيسور «بوقوس ليفون زيكيان», فإنه يوجد اربع كلمات فقط قابلة للقراءة: للأبن والارمينين والتاريخ والملك.